# Stephan Hansen
Stephan Hansen (19 de junio de 1995) es un deportista danés que compitió en tiro con arco, en la modalidad de arco compuesto.
Ganó cuatro medallas en el Campeonato Mundial de Tiro con Arco al Aire Libre entre los años 2013 y 2017, y dos medallas en el Campeonato Mundial de Tiro con Arco en Sala, en los años 2014 y 2016.
Además, obtuvo tres medallas en el Campeonato Europeo de Tiro con Arco al Aire Libre, en los años 2016 y 2022, y cinco medallas en el Campeonato Europeo de Tiro con Arco en Sala entre los años 2013 y 2017.

## Palmarés internacional
| Campeonato Mundial al Aire Libre | Campeonato Mundial al Aire Libre | Campeonato Mundial al Aire Libre | Campeonato Mundial al Aire Libre |
| Año                              | Lugar                            | Medalla                          | Prueba                           |
| -------------------------------- | -------------------------------- | -------------------------------- | -------------------------------- |
| 2013                             | Belek (Turquía)                  | Medalla de oro                   | Equipo                           |
| 2015                             | Copenhague (Dinamarca)           | Medalla de oro                   | Individual                       |
| 2015                             | Copenhague (Dinamarca)           | Medalla de bronce                | Equipo                           |
| 2017                             | Ciudad de México (México)        | Medalla de plata                 | Individual                       |
| Campeonato Mundial en Sala       |                                  |                                  |                                  |
| Año                              | Lugar                            | Medalla                          | Prueba                           |
| 2014                             | Nimes (Francia)                  | Medalla de plata                 | Equipo                           |
| 2014                             | Nimes (Francia)                  | Medalla de bronce                | Individual                       |
| 2016                             | Ankara (Turquía)                 | Medalla de plata                 | Equipo                           |
| Campeonato Europeo al Aire Libre |                                  |                                  |                                  |
| Año                              | Lugar                            | Medalla                          | Prueba                           |
| 2016                             | Nottingham (Reino Unido)         | Medalla de oro                   | Individual                       |
| 2016                             | Nottingham (Reino Unido)         | Medalla de oro                   | Equipo                           |
| 2022                             | Múnich (Alemania)                | Medalla de oro                   | Equipo mixto                     |
| Campeonato Europeo en Sala       |                                  |                                  |                                  |
| Año                              | Lugar                            | Medalla                          | Prueba                           |
| 2013                             | Rzeszów (Polonia)                | Medalla de bronce                | Individual                       |
| 2013                             | Rzeszów (Polonia)                | Medalla de bronce                | Equipo                           |
| 2015                             | Koper (Eslovenia)                | Medalla de plata                 | Individual                       |
| 2015                             | Koper (Eslovenia)                | Medalla de bronce                | Equipo                           |
| 2017                             | Vittel (Francia)                 | Medalla de bronce                | Individual                       |